# Ornella de Santis
Ornella de Santis (née le 30 octobre 1984 à Offenbourg) est une chanteuse allemande.

## Biographie
Ornella de Santis est la fille d'un Italien et d'une Serbe. Elle est influencée musicalement par son père, qui fait régulièrement de la musique lors d'événements, de mariages, de dîners-spectacles ainsi que pour la radio. Elle commence à chanter à six ans et remporte un concours de chant dans sa ville natale à dix ans. Elle prend des cours de danse et de piano.
Elle étudie quelques semestres la musique à la Popakademie Baden-Württemberg puis devient chanteuse professionnelle. À l'invitation d'un producteur, elle se rend au Brésil en 2009, où elle enregistre son premier album avec Universal Brasil sous le titre Ornella di Santis, Made in Brasil.
Elle participe à la sélection pour représenter l'Allemagne au Concours Eurovision de la chanson 2012. Elle perd en finale le 16 février 2012 contre Roman Lob avec 49.7% du télévote. La chanson qu'elle présente à la finale Quietly est quelques jours ensuite dans le top 10 du classement des singles de iTunes en Allemagne.
Elle travaille à Europa-Park depuis Avril 2006, où elle chante dans divers spectacles. Elle est également choisie pour le rôle principal féminin dans les comédies musicales Spook Me (2014 à 2017)et Spook Me 2 (2024) et Rulantica (2018 à 2019). Elle est l'une des voix principales de la chanson Feel Free en mai 2020 (produite par Ruben Rodriguez et Thilo Zirr). Sous le nom d'Europa United, les artistes d'Europa-Park se réunissent pour la première fois en tant que groupe et formation de danse devant la caméra.

## Discographie
Album
- 2009 : Made in Brasil

Singles
- 2012 : Standing Still
- 2012 : Quietly
- 2012 : Alone

## Source de la traduction
- (de) Cet article est partiellement ou en totalité issu de l’article de Wikipédia en allemand intitulé « Ornella de Santis » (voir la liste des auteurs).